# Shoots and Ladders
Shoots and Ladders — третій сингл американської ню-метал-групи Korn. Пісня з'явилася на  однойменному першому альбомі групи.
Назва пісні пародіює американську дитячу гру «Гори і сходи» (у Великій Британії гра називається «Змії і сходи»). Здебільшого, текст побудовано на дитячих віршиках. Ще це перша пісня гурту, в якій використовуються волинки.
У деяких живих виступах, пісня йде після скороченої кавер-версії «One» Metallica.

## Успішність
Пісня була номінована на премію Греммі в 1997 в категорії «Найкраще метал виконання». Також пісня посіла постійне місце в списку композицій, виконуваних на концертах Korn.

## Відео
Як і кліп на пісню Blind, відео на пісню Shoots and Ladders являє собою виступ Korn перед жвавою публікою. Також у кліпі присутні такі частини як: члени гурту, що виступають перед будівлею, що імітує середньовічний замок, як Манкі виходить з поля бур'янів із заклеєним скотчем ротом, і Джонатана підвішеного догори ногами. У відеокліпі сильно вирізана більша частина вступу на волинці. Відео було випущено у жовтні 1995.